# Victor Polster
Victor Ketelslegers (* 2002 Brusel), profesně známý jako Victor Polster, je belgický herec a tanečník.

## Kariéra
Když se u Polstera rozvinul zájem o tanec, přihlásil se ke studiu na Královskou baletní školu v Antverpách. Objevil se v řadě televizních reklam a videoklipů, načež debutoval i ve filmu Dívka, kde ztvárnil titulní roli Lary, trans dívky, která se věnuje kariéře baletky. Film měl premiéru na filmovém festivalu v Cannes 2018, kde Polster získal cenu Un certain regard za nejlepší herecký výkon.
Jeho ztvárnění získalo všeobecné uznání filmových kritiků, což vedlo k mnoha oceněním. Na 9. ročníku Magritte Awards získala Dívka devět nominací a čtyři vyhrála, včetně ceny za nejlepší herecký výkon pro Polstera.

## Filmografie
| Rok  | Název | Role | Poznámky |
| ---- | ----- | ---- | --- |
| 2018 | Dívka | Lara | Cena Lisabonského gay a lesbického festivalu pro nejlepšího herce Magritte Award pro nejlepšího herce Cena filmového festivalu v Oděse za nejlepší herecký výkon Cena filmového festivalu ve Stockholmu pro nejlepšího herce Cena Un certain regard za nejlepší herecký výkon Evropská filmová cena pro nejlepšího herce – nominace |